# Penitenciarul Bârcea Mare
Penitenciarul Deva este o unitate de detenție din Bârcea Mare, județul Hunedoara. Unitatea, de categoria I, este profilată pentru deținuții clasificați în regim deschis și semideschis. Directorul actual al unității este domnul comisar șef de poliție penitenciară Berar Aurel Florin. Construcția clădirii a fost începută în anul 1969 și finalizată la data de 1 octombrie 1971, însă penitenciarul a fost desființat la 1 august 1977, reînființându-se trei ani mai târziu (1 martie 1980).